# Bryocamptus minnesotensis
Bryocamptus minnesotensis är en kräftdjursart som först beskrevs av Herrick 1884.  Bryocamptus minnesotensis ingår i släktet Bryocamptus och familjen Canthocamptidae. Inga underarter finns listade i Catalogue of Life.